# Ромеро, Николас (футболист)
Фернандо Николас Ромеро (исп. Fernando Nicolás Romero; род. 28 ноября 2003, Chumbicha, Катамарка) — аргентинский футболист, защитник клуба «Атлетико Тукуман». 

## Клубная карьера
Ромеро — воспитанник клуба «Атлетико Тукуман». 2 мая 2021 года в матче против «Индепендьенте» он дебютировал в аргентинской Примере. 9 апреля 2023 года в поединке против «Сан-Лоренсо» Николас забил свой первый гол за «Атлетико Тукуман». 